# 杉谷武雄
杉谷 武雄（すぎや たけお、1903年8月7日 - 1992年3月9日）は、日本の経営者。三井信託銀行社長を務めた。宮城県仙台市出身。

## 経歴
1926年に東京帝国大学法学部を卒業し、同年に三井信託銀行に入行。1948年10月に取締役に就任し、1957年11月に常務を経て、1960年5月には社長に就任。1968年11月に会長に就任し、1971年5月に取締役相談役を経て、1972年5月には相談役に就任。
1965年10月に藍綬褒章を受章し、1974年11月に勲二等瑞宝章を受章。
1992年3月9日に脳梗塞のために死去。88歳没。